# Bolton (Kumbria)
Bolton – wieś i civil parish w Anglii, w Kumbrii, w dystrykcie (unitary authority) Westmorland and Furness. Leży 41 km na południowy wschód od miasta Carlisle i 381 km na północny zachód od Londynu. W 2011 roku civil parish liczyła 435 mieszkańców. W miejscowości znajduje się kościół zwany Church of All Saints.